# HB9XBG-Antenne

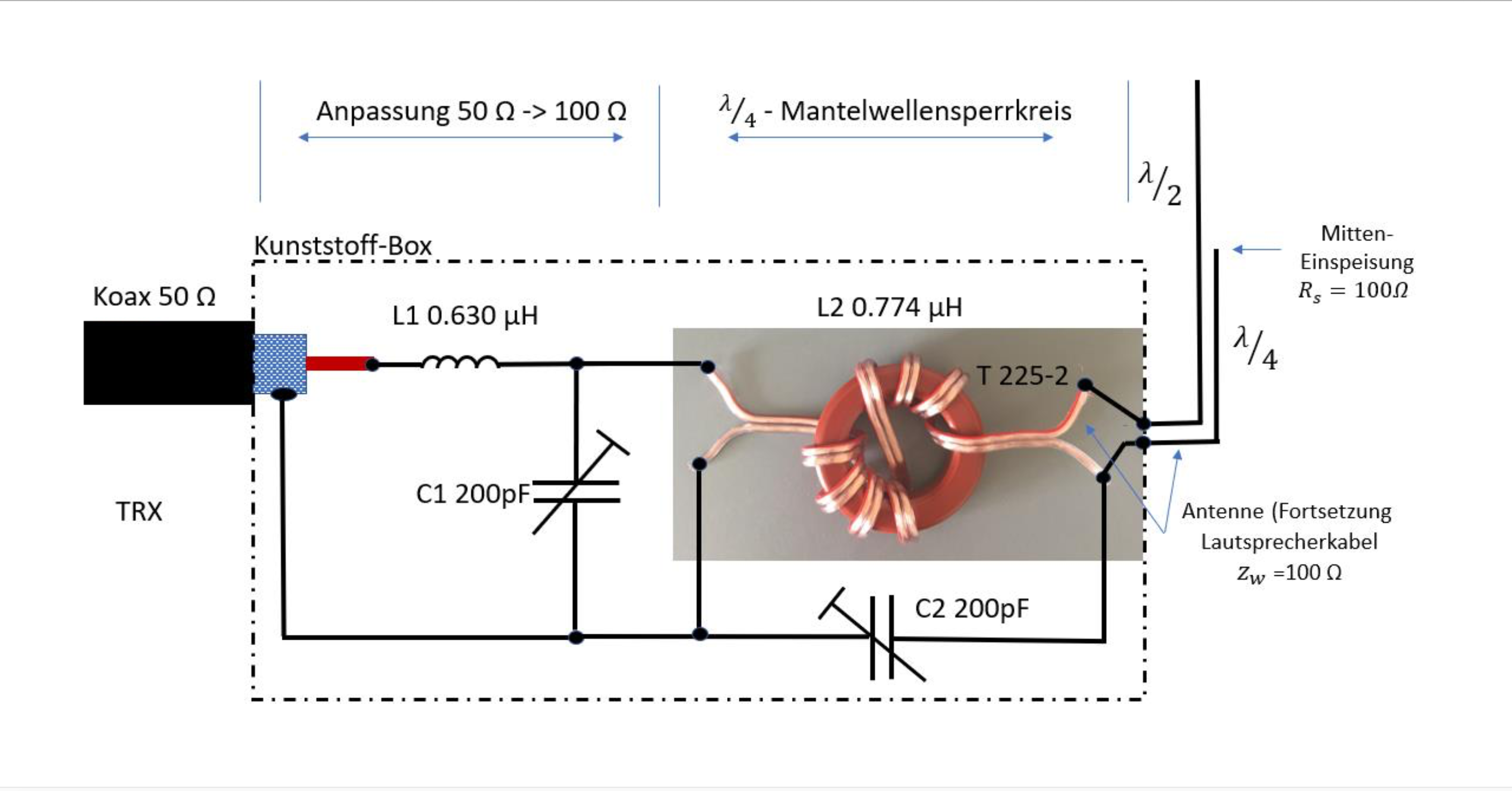
Balun mit Impedanzanpassung und Sperrkreis einer HB9XBG

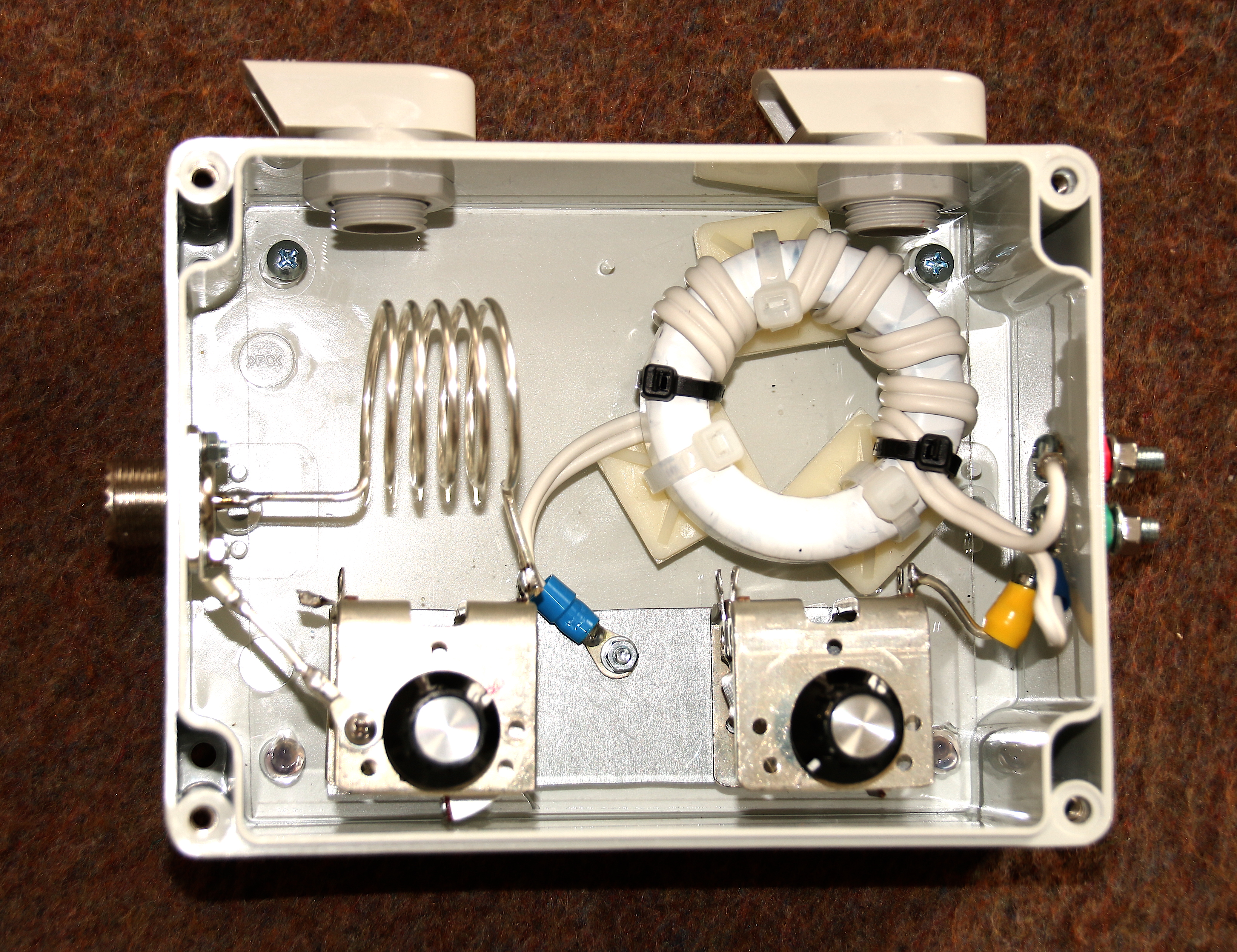
XBG-Box für 14MHz 100W Portabel-Version

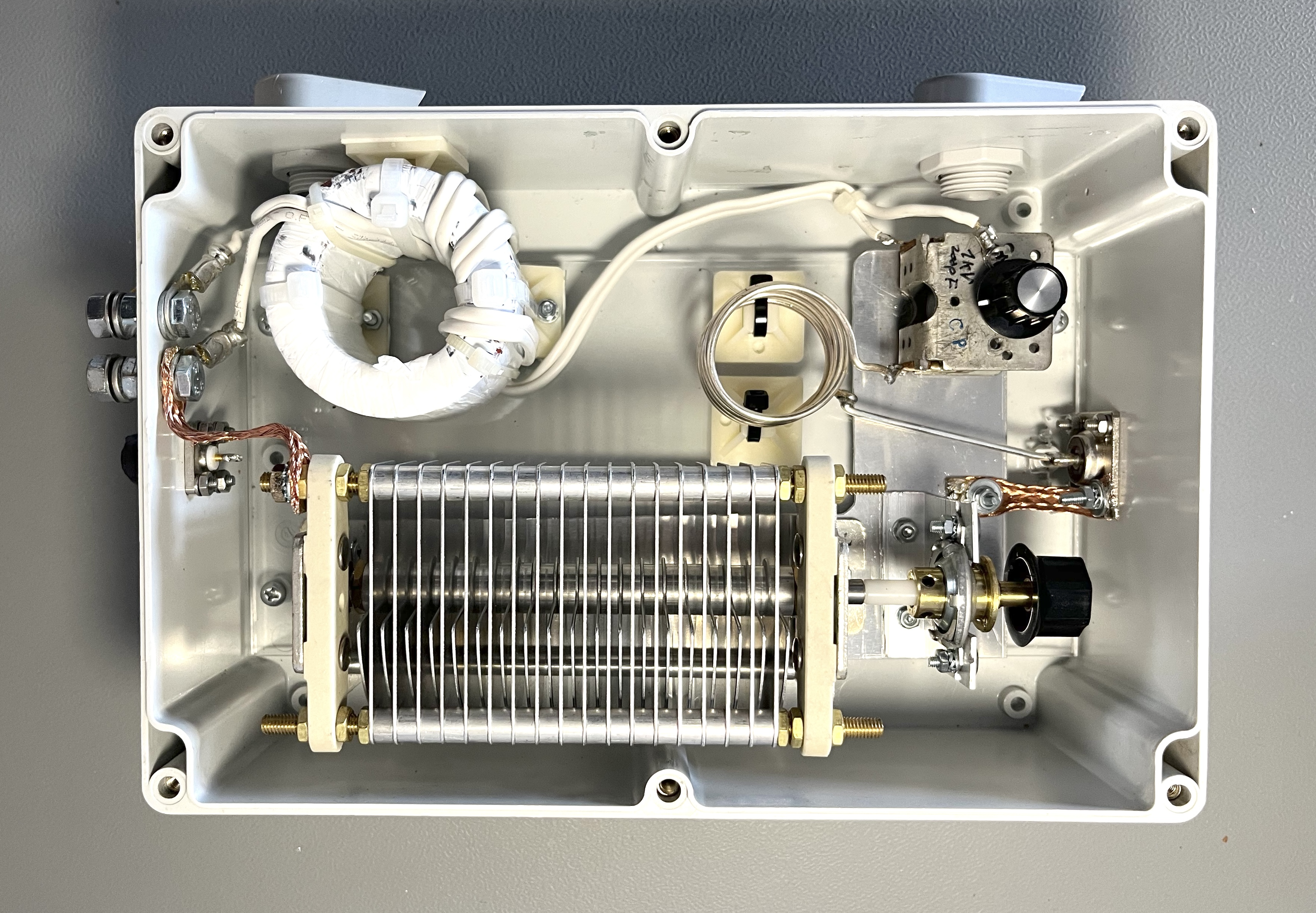
XBG-Box für 14MHz, 1 kW-Version

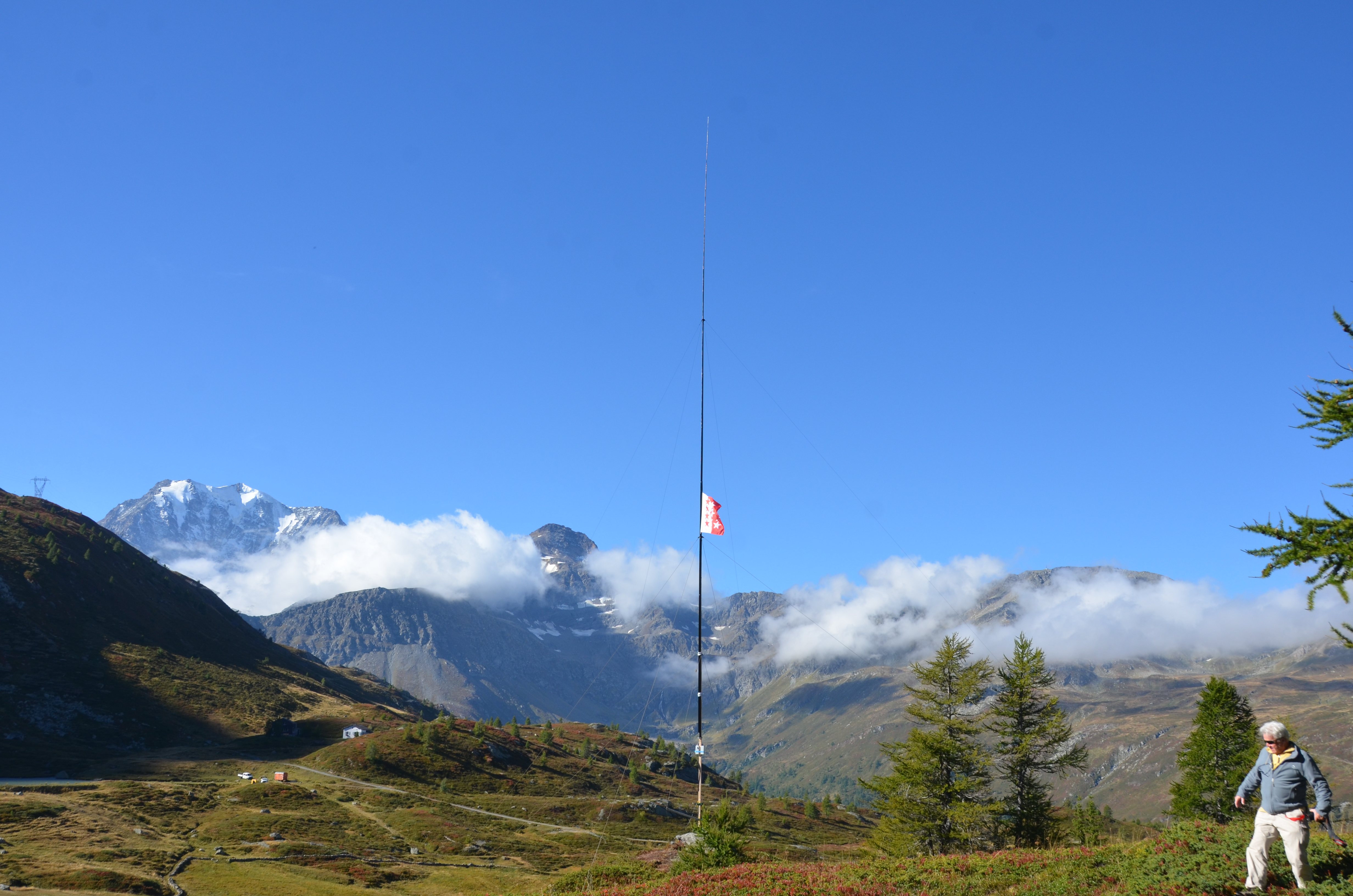
Eine XBG-Vertikaldipolantenne für das 40m-Band im praktischen Aufbau

Die HB9XBG-Antenne ist eine vom Schweizer Funkamateur Walter Kägi entwickelte vertikale Dipolantenne für Kurzwellenfunkamateure. Kägis Rufzeichen HB9XBG ist gleichzeitig die Bezeichnung der Antenne. In der Testphase im Jahr 2020 baute Kägi je einen Vertikaldipol für das 20-m- und das 40-m-Amateurfunkband. Getestet wurden die Antennen oberhalb des Simplonpasses auf 2040 Meter Höhe. Der Aufbau der XBG-Antenne wurde erstmals im Jahr 2020 im HBradio, der Zeitschrift der Union der Schweizerischen Kurzwellen-Amateure, veröffentlicht.

## Funktionsweise der Antenne
Vertikalhalbwellendipole wie Sleeve- oder Koaxialantennen nutzen die untere Dipolhälfte gleichzeitig als Zuleitung und als Strahler. Diese Antennen benötigen kein Erdnetz, brauchen wenig Platz und haben eine vergleichsweise einfache Einspeisung. Der Strahlungswiderstand (Dipolmitte) eines Vertikaldipols ist abhängig von der Aufbauhöhe. Wenn die Spitze des unteren Dipolarms λ/80 über Grund liegt, also in Bodennähe ist, beträgt der Strahlungswiderstand 100 Ω. Die Leitfähigkeit und die dielektrischen Eigenschaften des Bodens haben wenig Einfluss auf den Strahlungswiderstand.
Die XBG-Antenne basiert auf der Verwendung eines Lautsprecherkabels mit 2 × 2,5 mm² Litzenquerschnitt und PVC-Isolation. Ein solches Lautsprecherkabel hat ziemlich genau 100 Ω Wellenimpedanz und erfüllt gleichzeitig zwei Funktionen: Die Funktion der Feederleitung bis zur Dipolmitte und die Funktion der «strahlenden Mantelwelle» des unteren Dipolastes. Die eine Ader des zweiadrigen Kabels wird auf der oberen Dipolhälfte entfernt. Ein Sperrkreis am unteren Ende der Antenne schliesst die strahlende (kürzere) Ader der Antenne hochohmig ab. Das L1/C1-Glied (siehe Bild) passt die Impedanz der Speiseleitung von 50 Ω an das 100-Ω-System der Antenne an.
Trotz mechanisch praktischer Einspeisung von unten ist die Antenne elektrisch gesehen ein mittig gespeister Vertikal-Dipol.

## Vorzüge der HB9XBG-Antenne
- Niederohmige Einspeisung (100 Ω)
- Hohe Bandbreite, flacher SWR-Verlauf (900 kHz, SWR kleiner als 1.5)
- Kein Antennentuner notwendig
- Hoher Wirkungsgrad (praktisch keine SWR-Verluste)
- Aufbau nur wenige Zentimeter über Boden (bodenneutral)
- Funktioniert gut über felsigem Boden und ideal für Summits on the Air
- Keine Radials/Gegengewichte notwendig
- Flache Abstrahlung, ideal für DX
- 6 dBi Antennengewinn über idealem Grund
- Braucht wenig Platz
- Schnell aufbau- und demontierbar
- Geeignet für Portabelbetrieb
- Geeignet für den Eigenbau